# إرفينغ غوف
إرفينغ غوف (بالإنجليزية: Irving Goff)‏ هو عسكري أمريكي، ولد في 1900 في نيويورك في الولايات المتحدة، وتوفي في 17 مايو 1989 في لوس أنجلوس في الولايات المتحدة.